# 新开乡
新开乡，是中华人民共和国甘肃省平凉市灵台县下辖的一个乡镇级行政单位。

## 行政区划
新开乡下辖以下地区：
梁家庄村、寺沟村、冯家山村、底庄村、下周村、寺底村、姚家湾村、高岭塬村、大户村、寨坡村和华掌村。